# Jules Failly
Pour les articles homonymes, voir Failly (homonymie).
Jules Fabien Failly est un homme politique français né le 10 septembre 1801 à Parthenay (Deux-Sèvres) et mort le 7 juin 1894 à Parthenay.

## Biographie
Docteur en droit en 1828, il est avocat à Parthenay. Conseiller général en 1848, il est député des Deux-Sèvres de 1849 à 1851, siégeant au centre. Opposant au Second Empire, il refuse de prêter serment comme conseiller général en 1852 et se présente, sans succès, comme candidat d'opposition aux législatives.

## Sources
- « Jules Failly », dans Adolphe Robert et Gaston Cougny, Dictionnaire des parlementaires français, Edgar Bourloton, 1889-1891 [détail de l’édition]